# Lauderdale (Minnesota)
Lauderdale – miasto w Stanach Zjednoczonych, w stanie Minnesota, w hrabstwie Ramsey.